# Banda Calypso Folia - Dançar, Mexer, Pular
Banda Calypso Folia – Dançar, Mexer, Pular é um álbum ao vivo especial voltado para o carnaval e traz um repertório composto por 12 faixas super agitadas e que prometem tirar qualquer um do chão. foi lançado no formato promocional em 28 de dezembro de 2011 pela gravadora independente Calypso Produções.
O CD tem uma pegada bem característica da banda que é a dança e a alegria. Chimbinha foi o responsável por assinar a direção musical. “Selecionamos músicas que tem a ver com a gente e com o período carnavalesco. Sempre fazemos grandes festas e percebemos o que o público gosta.”, comentou Joelma – que recebe dois convidados super especiais em duas músicas: Bell Marques, do Chiclete com Banana na faixa “Chiclete com Calypso” e o astro angolano Anselmo Ralph na “Som da África”. “É difícil apostar numa música como carro-chefe, tem muitas músicas boas e que o público vai gostar. Quem vai escolher a melhor é o povo.”, comenta Marquinhos Maraial, compositor de quatro músicas do CD.
O CD fez parte de uma ação da Banda Calypso em promover a banda em eventos carnavalescos. Tal CD também é reflexo do crescente número de participações da banda em eventos do tipo. Em 2012, a banda foi confirmada no bloco Abraça Brasil, em Pernambuco, além de shows de carnaval pelo interior do Maranhão.
 Apesar de aparentar ser um CD ao vivo, o álbum foi inteiramente produzido em estúdio tanto os arranjos como as reações do público.
Visto que o CD anterior o Ao Vivo Em Recife, foi gravado com um grupo de fãs mas teve complicações na sua gravação, e como o álbum seria lançado somente em forma promocional a banda não quis gravar com um um público real.
| N.º | Título                                      | Produtor  | Duração |  |
| 1.  | "O Que É Que Adianta?"                      | Chimbinha | 3:10    |  |
| 2.  | "Dançar, Mexer, Pular"                      | Chimbinha | 3:12    |  |
| 3.  | "Galera do Brasil"                          | Chimbinha | 3:08    |  |
| 4.  | "Será Que É Você?"                          | Chimbinha | 3:15    |  |
| 5.  | "Podem Até Nos Separar"                     | Chimbinha | 3:01    |  |
| 6.  | "Amor E A Natureza"                         | Chimbinha | 3:26    |  |
| 7.  | "Cometa Mambembe"                           | Chimbinha | 3:22    |  |
| 8.  | "É Tanto Amor/Arreia a Lenha (Medley)"      | Chimbinha | 6:52    |  |
| 9.  | "Solidão Já Era"                            | Chimbinha | 3:54    |  |
| 10. | "Chiclete Com Calypso (Part. Bell Marques)" | Chimbinha | 3:00    |  |
| 11. | "O Som Da Àfrica (Part. Anselmo Ralph)"     | Chimbinha | 3:51    |  |
| 12. | "Frevo Mulher (Part. Maestro Spok)"         | Chimbinha | 4:23    |  |